# Maria Sophia Petronella van Gijtenbeek

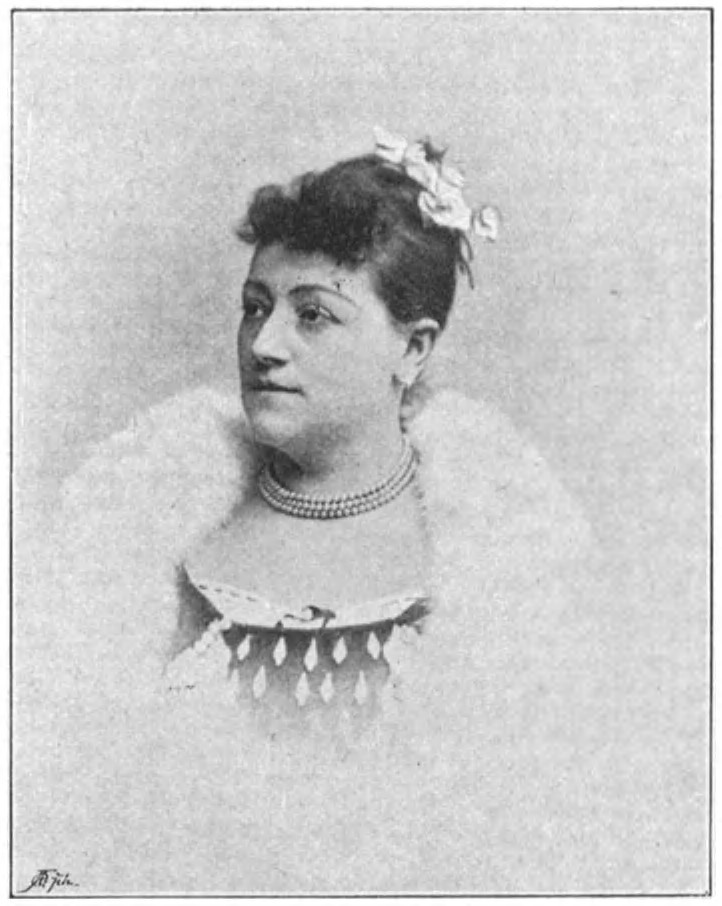
Maria Sophia Petronella van Gijtenbeek

Maria Sophia Sophie Petronella van Gijtenbeek (* 16. März 1848 in Amsterdam; † 11. Oktober 1929 in Brooklyn, New York City) war eine niederländische Schauspielerin, Balletttänzerin und Sopranistin.

## Leben

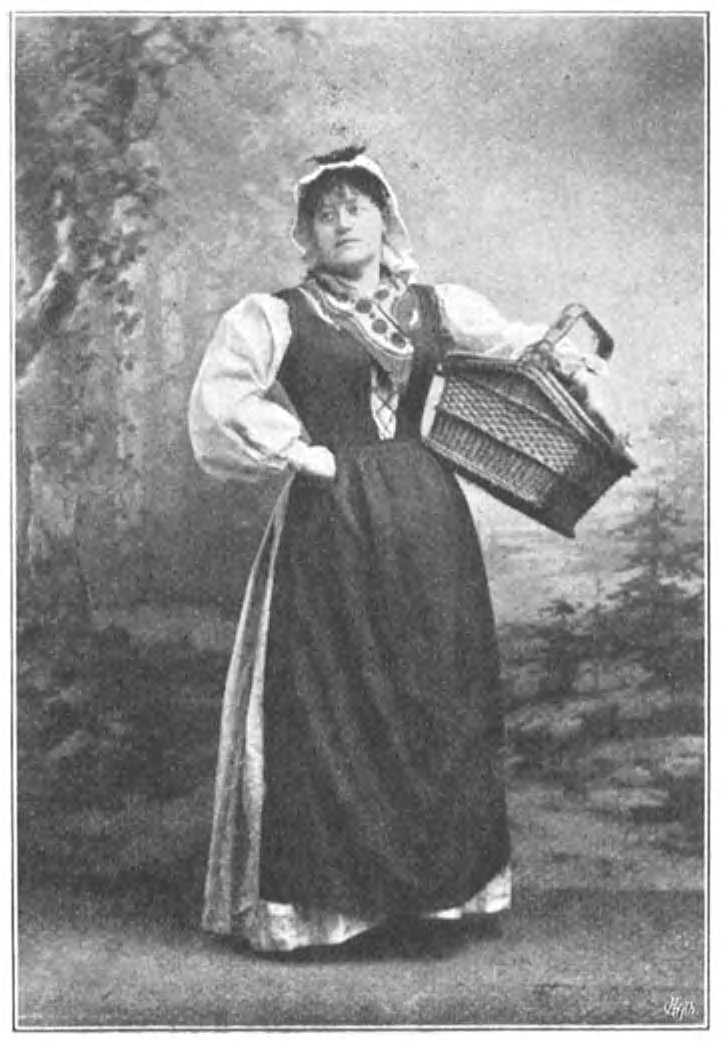
Maria Sophia Petronella van Gijtenbeek

Sophie van Gijtenbeek wurde am 16. März 1848 in Amsterdam geboren. Sie war die Tochter des Schauspielers, Arend Petrus Johannes van Gijtenbeek (1823–1873) und der Schauspielerin und Balletttänzerin Johanna Petronella Maria Rosina van Hamme (1822–1910). Sie wuchs in einer Theaterfamilie auf. Ihr Vater und ihre Mutter waren an der Stadsschouwburg Amsterdam engagiert und stammten ebenfalls aus bekannten Künstlerfamilien ihrer Zeit. Bereits als vierjähriges Mädchen spielte sie ihre erste Rolle auf der Bühne der Stadsschouwburg. Zu der Zeit war ihr Großvater Andries Voitus van Hamme der Ballettmeister und ihre Stiefgroßmutter Rosina van Hamme trat häufig als Solotänzerin auf. Sophie van Gijtenbeek spielte unter anderem eine Jungenrolle in „De Vluchtelingen“ und stand neben Berühmtheiten wie Maria Kleine-Gartman und Wilhelmina Engelman auf der Bühne. Obwohl sie lieber sang und schauspielerte, wurde sie von ihrem Großvater zur Tänzerin ausgebildet. Ihr erstes Engagement an der Stadsschouwburg hatte sie 1863. Vier Jahre später war sie bereits Solistin. Fünf Jahre lang trat sie Abend für Abend in vielen Balletten ihres Großvaters auf. Ihr anmutiger Auftritt wurde weithin bewundert. Dennoch war sie keine begeisterte Tänzerin, sie erinnerte sich später: „Jeden Tag gehst du in dieses kalte Theater, komplett umgezogen, mit dünner Jersey-Kleidung und Gaze-Röcken, und das für ein sehr kleines Gehalt ... Manchmal zitterst du vom Kopf bis zu den Füßen, in einer furchtbaren Kälte, ins Foyer, um das Nötigste zu bekommen. Machen Sie Übungen und tanzen Sie dann auf einer kalten und zugigen Bühne, bis Ihnen das Wasser über Kopf und Rücken läuft!“
Sophie van Gijtenbeek heiratete am 7. November 1867 in Amsterdam Simon Hendrik Spoor (1843–1890), Bühnenschauspieler und Bariton-Sänger. Aus dieser Ehe, die am 1. Juni 1880 aufgelöst wurde, gingen mindestens 2 Söhne und 1 Tochter hervor. Andreas Petrus „André“ Spoor (1867–1929) studierte auf der Musikhochschule in Rotterdam, wurde Violinist und schließlich Konzertmeister und Dirigent des Concertgebouw-Orchesters. Sein Sohn war der Viersternegeneral Simon Spoor. Der ein Jahr jüngere Bruder Simon Hendrik Spoor (1868–1953) wurde ebenfalls Violinist, wanderte in die USA aus und spielte später im Boston Symphony Orchestra.
Nachdem ihr Großvater 1868 verstorben war, verließ sie das Ballett. Da sie lieber sang und schauspielerte, ermutigten sie auch ihre Ballettmeister, dieses Talent zu nutzen. Sie ging zunächst auf eine Wanderung, arbeitete unter anderem am Paleis voor Volksvlijt, dann gelangte sie 1870 zum Tivoli-Theater. Bis 1874 wirkte sie dort als Sopranistin und Primadonna und sang Hauptrollen in Operetten von Jacques Offenbach, Robert Planquette und Charles Lecocq. Sie spielte auch die Rolle der Marie Letellier in Émile Augiers „Familie Fourchambault“ und der Gräfin Olga Soukareff in „Fedora“ von Victorien Sardou.
Die Zeit, in der sie gemeinsam mit ihrem Mann im Tivoli engagiert war, war sehr wichtig für die Karriere von Sophie van Gijtenbeek. Sie spielte vor vollem Haus und erhielt begeisterte Kritiken. Damit war jedoch plötzlich Schluss. Als sie an einem Abend, wie üblich die Titelrolle in „Die Großherzogin von Gerolstein“, einer Operette von Jacques Offenbach sang, kam es während einer intimen Szene auf der Bühne zu einem Zwischenfall zwischen ihr und Henri Morriën, der ihr Partner war. Es ist nicht genau bekannt, was passiert ist, es habe jedoch mit „dem gelegentlich abnormalen Geisteszustand“ von Morriën, der später an einer psychischen Erkrankung litt, zu tun. Der Vorfall veranlasste das Ehepaar Spoor-van Gijtenbeek jedenfalls zum sofortigen Rücktritt. Sie spielte kurze Zeit in Gent und kehrte ans Tivoli zurück, als Morriën abgereist war. Von 1877 bis 1879 trat sie in Frascati unter der Leitung von G. Prot und F. Kistemaker auf. Sie konnte an ihre großen Erfolge anknüpfen. Im Juni 1880 wurde die Scheidung zwischen Sophie van Gijtenbeek und Siem Spoor ausgesprochen.
Sie war auch als Schauspielerin auf der Bühne, jedoch konnte sie nicht an die Erfolge als Tänzerin und Sängerin anknüpfen. Als ihre nie richtig ausgebildete Singstimme zu versagen begann, versuchte sie sich auf die Schauspielerei zu konzentrieren. Ihre Karriere geriet ins Stocken und sie bemühte sich um ein Engagement bei der Koninklijke Vereeniging Het Nederlandsch Tooneel, wurde dort aber wegen „Ungeeignetheit“ nicht zugelassen. Sie bekam einen neuen Vertrag bei der Stadsschouwburg, jedoch hatte sie nur wenige Auftritte. Danach fing sie an, ohne feste Bindung von Unternehmen zu Unternehmen zu wandern, bis es ihr 1899 gelang, sich Het Nederlandsch Toneel anzuschließen. Jedoch spielte sie auch hier nur kleinere Rollen. Sie beging im April 1907 ihr vierzigstes Theaterjubiläum und hatte auch einen Auftritt als Solotänzerin. Die Jubiläumsfeier war zugleich ihre Abschiedsvorstellung.
Nach Angaben des Amsterdamer Standesamtes wurde Sophie van Gijtenbeek am 10. Mai 1907 abgemeldet, da sie nach Deutschland auswanderte. Später ging sie mit ihrem Sohn Simon nach Amerika. Die letzte Nachricht über sie betrifft eine Ankündigung, dass sie sich in New York niedergelassen hatte und hoffte, im September 1909 einen Kurs in Körpersprache, Gebärdenspiel und künstlerischem Tanz für Frauen und Männer beginnen zu können. Sophie van Gijtenbeek starb 1929 im Alter von 81 Jahren im Brooklyn Hospital Center in New York City. Sie wurde auf dem Mount Hope Cemetery in Brooklyn beigesetzt.